# Vasilije Janjičić
Vasilije Janjičić  (* 2. November 1998 in Zürich) ist ein Schweizer Fussballspieler.

## Karriere

### Vereine

#### Anfänge in Zürich
Janjičić spielte ab seinem fünften Lebensjahr beim FC Zürich. Im Mai 2014 kam er im Alter von 15 Jahren erstmals in der zweiten Mannschaft (U21) in der drittklassigen Promotion League zum Einsatz. In knapp zwei Jahren kam er auf 27 Promotion-League-Einsätze, in denen er zwei Treffer erzielte. Zur Saison 2016/17 rückte Janjičić in die erste Mannschaft auf. Am ersten Spieltag debütierte er beim 2:0-Sieg gegen den FC Winterthur in der zweitklassigen Challenge League, als er in der 86. Spielminute für Sangoné Sarr eingewechselt wurde.

#### Hamburger SV
Am 31. August 2016 wechselte Janjičić kurz vor Ende der Transferperiode zur zweiten Mannschaft des Hamburger SV, bei dem er einen bis zum 30. Juni 2020 datierten Vierjahresvertrag erhielt. Bis zur Winterpause kam er 12-mal in der viertklassigen Regionalliga Nord zum Einsatz und erzielte 2 Tore. In der Wintervorbereitung 2017 rückte er in das Bundesligakader von Trainer Markus Gisdol auf. Bis zum Saisonende kam er zu 4 Einsätzen (2-mal von Beginn) in der Bundesliga. Daneben spielte Janjičić noch 7-mal in der zweiten Mannschaft.
In der Saison 2017/18 kam Janjičić unter den Cheftrainern Markus Gisdol und dessen Nachfolgern Bernd Hollerbach und Christian Titz, der zuvor die zweite Mannschaft trainiert hatte, zu 7 Bundesligaeinsätzen (3-mal von Beginn). Daneben spielte er 10-mal in der Regionalliga Nord. Mit der Profimannschaft stieg er in die 2. Bundesliga ab. In der Saison 2018/19 kam er unter Christian Titz und vor allem unter dessen Nachfolger Hannes Wolf häufiger zum Einsatz, konnte sich auf der Sechserposition aber insbesondere gegen Orel Mangala nicht dauerhaft durchsetzen. Er kam auf 22 Zweitligaeinsätze, von denen er in 14 in der Startelf stand. Daneben spielte er 5-mal (2-mal von Beginn) im DFB-Pokal. Am Saisonende verpasste der HSV den direkten Wiederaufstieg in die Bundesliga und belegte den vierten Platz.

#### Rückkehr nach Zürich und Krebserkrankung
Während der Sommervorbereitung 2019 wurde Janjičić, der ein Trainingslager verletzungsbedingt verpasst hatte, vom neuen Cheftrainer Dieter Hecking aus dem Profikader gestrichen und zur Vereinssuche freigestellt. Ende August kehrte er zum FC Zürich zurück, bei dem er einen Vertrag mit einer Laufzeit bis zum 30. Juni 2022 erhielt. Janjičić absolvierte in der Saison 2019/20 unter Ludovic Magnin 12 Spiele in der Super League, wobei er 5-mal in der Startelf stand. Anfang Juli 2020 gab der FC Zürich bekannt, dass sich Janjičić „krankheitsbedingt“ einer Operation habe unterziehen müssen. Er fiel daraufhin bis zum Ende der Saison, die aufgrund der COVID-19-Pandemie erst Anfang August 2020 beendet wurde, aus. Anfang September 2020 gab der Verein bekannt, dass bei Janjičić Anfang Juli eine Krebserkrankung festgestellt worden sei. Nach zwei Operationen und einer Chemotherapie war der 22-Jährige Anfang Januar 2021 krebsfrei. Im April 2021 gab Janjičić für die zweite Mannschaft in der drittklassigen Promotion League sein Comeback. Er kam bis zum Saisonende noch zu fünf weiteren Einsätzen für die zweite Mannschaft. In der Saison 2021/22 kam er unter dem neuen Cheftrainer André Breitenreiter nicht mehr in der ersten Mannschaft zum Einsatz und sammelte lediglich 7-mal in der zweiten Mannschaft Spielpraxis.

#### Weitere Stationen
Anfang Februar 2022 wechselte Janjičić ablösefrei zum slowenischen Erstligisten NK Celje.
Zur Saison 2023/24 kehrte er in die Schweiz zurück, wo er beim Zweitligisten FC Thun einen Einjahresvertrag unterschrieb.

### Nationalmannschaften
Janjičić spielte zunächst acht Mal (sechs Tore) in der U-15-, sieben Mal (zwei Tore) in der U-16-, drei Mal in der U-17- (kein Tor) und einmal (kein Tor) in der U-18-Auswahl der Schweiz. Von August 2016 bis Juni 2017 spielte er vier Mal (kein Tor) in der U-19-Auswahl. Von August 2017 bis März 2018 war Janjičić in der U-20-Auswahl aktiv, für die er in acht Einsätzen einen Treffer erzielte. Seit September 2018 war er in der U-21-Auswahl aktiv, für die er bis November 2019 in 7 Spielen ein Tor erzielte.

## Sonstiges
Janjičić absolvierte im Fanshop des FC Zürich bis ins zweite Lehrjahr eine Ausbildung zum Detailhandelskaufmann.
Am 22. Februar 2018 verursachte er als Autofahrer mit überhöhter Geschwindigkeit, alkoholisiert und ohne Fahrerlaubnis einen Verkehrsunfall mit Massenkarambolage auf der A 7 im Hamburger Elbtunnel. Bei der Aufnahme der Personalien belog Janjičić die Polizisten und gab zunächst die Daten seines Zwillingsbruders an.